# Philadelphia Church of God
Philadelphia Church of God (PCG) är ett amerikanskt trossamfund bildat 1989 av Gerald Flurry, John Amos och andra avhoppare från Worldwide Church of God, som var missnöjda med den teologiska nyorientering, som iscensatts av Joseph W. Tkach efter grundaren Herbert W. Armstrongs död 1986.
PCG sänder TV-programmet The Key of David, ger ut månadsmagasinet Philadelphia Trumpet och driver Herbert W. Armstrong College i Edmond, Oklahoma. 
Man har närmare 100 församlingar i Nordamerika och verksamhet i 67 olika länder.

## Lära
PCG är den största kyrka som fortfarande håller fast vid Herbert W Armstrongs kontroversiella, apokalyptiska läror.
Man högtidlighåller lördagen som sabbat och firar de sju årliga högtider som omnämns i Tredje Mosebok 23.